# Kvark t
Kvark t (tudi kvark vrh ali resnica) (oznaka {\displaystyle t\,}) je eden izmed osnovnih delcev, ki pripada družini kvarkov (tretji generaciji). Ima električni naboj enak +2/3 in maso okoli 172,04 GeV/c2. Prištevamo ga med fermione s spinom 1/2. Njegov antidelec je antikvark t (ima naboj -2/3). Podobno kot drugi kvarki, nosi enega izmed treh barvnih nabojev. 

## Zgodovina
Kvark t sta teoretično predvidevala v letu 1973 japonska fizika Makoto Kobajaši (rojen 1944) in Tošihide Maskava (rojen 1940), da bi pojasnila kršitev simetrije CP in razpad kaonov 
Imeni dno  in vrh (za kvark t) je uvedel izraelski fizik Haim Harari (rojen 1940) 
leta 1975. Z obema izrazoma je hotel nadaljevati z načinom imenovanja kvarkov glede na usmerjenost komponente šibkega izospina
Kvark t je bil odkrit leta 1995 v Fermilabu (v okviru poskusov CDF in DØ).